# Shrine Auditorium

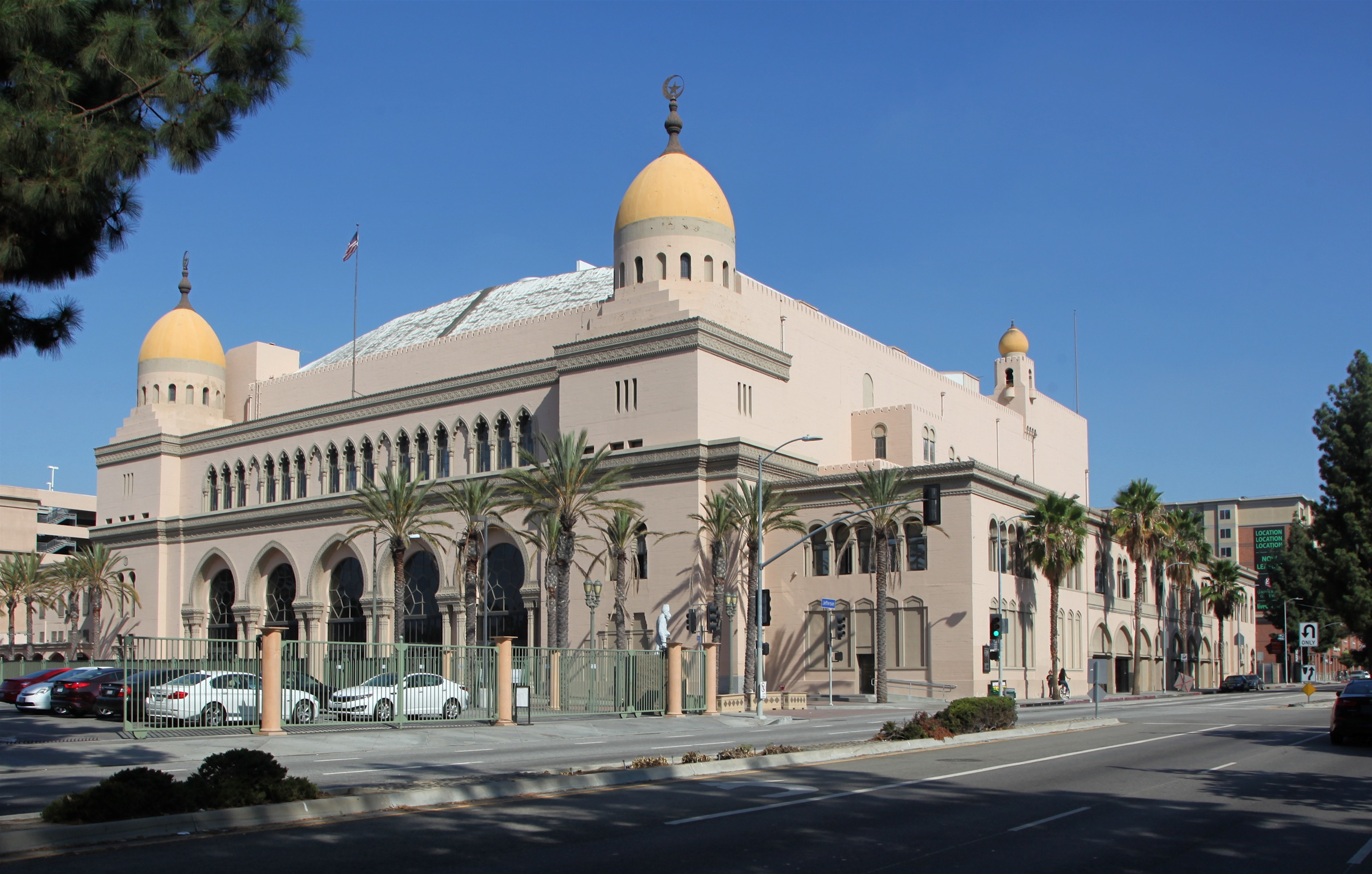
Shrine Auditorium dzisiaj

Shrine Auditorium – miejsce, w którym odbywają się najważniejsze wydarzenia w Los Angeles. Zostało ono otwarte w 1926 roku, kiedy to zastąpiło Świątynię Al Malaikah, która spłonęła 11 stycznia 1920 roku. Nowe audytorium zostało zaprojektowane przez G. Alberta Lansburgha przy współpracy z Johnem C. Austinem i A. M. Edelman.
Shrine Auditorium mieści 6300 widzów (przed renowacją miało pojemność 6700 widzów). Szerokość sceny wynosi 194 stopy, a głębokość 69 stóp. Miały tu miejsce między innymi: ceremonie wręczania Oscarów, Nagród Grammy, MTV Video Music Awards, Nagrody Emmy oraz wiele innych wydarzeń.
W 2002 roku przeprowadzono renowację budynku, która kosztowała 15 milionów dolarów.